# Крижеча Вас
Крижеча Вас (словен. Križeča vas) — поселення в общині Польчане, Подравський регіон‎, Словенія.